# Линейные корабли типа «Делавэр»
Линейные корабли типа «Делавэр» (англ. Delaware) — тип линкоров флота США. Построено две единицы: «Делавэр» и «Норт Дакота» (англ. North Dakota). Вторая серия американских дредноутов, развитие типа «Саут Кэролайна». Первые американские линкоры, построенные после отмены лимита на водоизмещение, введённого ранее Конгрессом США.

## История разработки
Для американских конгрессменов стало неприятным откровением то, что последние линкоры типа «Саут Кэролайна» имели водоизмещение не только меньше, чем у современных им дредноутов европейских стран, но даже меньше, чем у последних достраивавшихся в Японии и Англии броненосцев. Поэтому лимит на водоизмещение в 16 000 тонн был снят, и единственными ограничениями оставались финансовые.
Предпосылки для такого решения были заложены на летней конференции в Ньюпорте в 1905 году, где обсуждались проекты предыдущих линкоров. В отличие от единодушно одобренного главного калибра, противоминная артиллерия вызвала резкую критику. Миноносцы ощутимо выросли в водоизмещении, а на последних проектах планировалось бронирование машинной установки толщиной 51 мм. Основной задачей противоминной артиллерии является выведение из строя миноносцев до выхода их на дальность эффективной стрельбы торпедами. Дальность хода торпед постоянно росла и уже достигала 2700 м. А дальность пробития 51-мм брони для 76-мм орудий составляла не более 900 метров, чего было явно недостаточно. Для 102-мм орудий эта дальность составляла 3660 м, а для 127-мм — 4570 м. Специалисты склонялись к выбору 102-мм орудия, так как оно имело большую скорострельность.
Предлагалось также улучшить горизонтальное бронирование, а вместо таранного форштевня разработать новую форму носовой оконечности. Главный же вывод был о невозможности создать сбалансированный корабль в отведённом Конгрессом лимите, поэтому 30 сентября 1905 года Морское министерство направило петицию с просьбой увеличить лимит до 18 000 т. 29 июня 1906 года Конгресс издал акт, которым предписывалось создать линкор с более мощным вооружением и бронированием, чем у зарубежных, с высокой скоростью и большим радиусом действия.
Свои варианты проектов поручили разработать частным верфям и Бюро конструирования и ремонтов. При этом было понятно, что ни один из проектов не будет получен ранее лета 1906 года и постройка не начнётся до конца 1907 года. В бюро разработкой вариантов проекта заведовал конструктор «Саут Кэролайна» Вашингтон Л. Кэппс. Все варианты бюро к июлю 1906 года свелись к двум и приобрели конкретные очертания. Первым был линкор водоизмещением 20 500 т с десятью 305-мм орудиями и силовой установкой как на броненосце типа «Вирджиния», что обеспечивало бы ему скорость до 20 узлов. Второй вариант имел водоизмещение 24 000 т, 12 305-мм орудий и машины как на броненосном крейсере «Пенсильвания», что давало ещё один узел скорости дополнительно.
При добавлении пятой башни главного калибра пришлось решать проблему возросшей нагрузки на корпус. С другой стороны, размещение башен в оконечностях также приводило к возрастанию нагрузки на корпус. Вдобавок, чтобы корабль не зарывался в волну, для обеспечения плавучести тяжёлым оконечностям нужно было придать более полную форму, что отрицательно сказывалось на мореходности и скорости. Эту проблему можно было решить, сдвигая башни ближе к центру корабля, но использование мощной энергетической установки неизбежно сдвигало башни в оконечности.
Кэппсом было принято решение разместить машинные отделения между башнями № 3 и № 4. Башня № 3 была возвышенной, а № 4 и № 5 располагались на уровне верхней палубы, тыльными сторонами друг к другу. Следствием такого расположения стала невозможность башни № 3 стрелять прямо в корму из-за воздействия дульных газов на прицелы 4-й.
К этому времени было разработано новое 50-калиберное 127-мм орудие с хорошей скорострельностью, поэтому было принято решение установить его на новый тип. Располагаться они должны были в каземате на батарейной палубе, как на броненосцах «Коннектикут». Первоначально планировалась установка шести торпедных аппаратов — по одному в носу и корме и по два по бортам, но в конечном счёте остановились на двух бортовых.
К 1907 году почти всеми специалистами признавалось, что будущее за паротурбинными машинными установками, и поэтому на двух кораблях новой серии линкоров решили провести отложенный ранее эксперимент. Один получил паровые машины, второй — паровые турбины. Правда, из-за необходимости вписать силовую установку в ту же длину пришлось использовать турбины Кертиса вместо более длинных турбин Парсонса.
Бронирование и противоторпедная защита во многом повторяли таковые на «Саут Кэролайне», за исключением того, что вес можно было не экономить, и горизонтальное бронирование получилось равномерной толщины по длине. При этом уже зарождалась идея схемы бронирования «всё или ничего» — казематы 127-мм орудий сначала предлагали оставить без защиты, но потом всё же защитили 127-мм бронепоясом.
12-орудийный проект бюро во многом повторял 10-орудийный, но был на 12 метров длиннее. Все проекты частных верфей были отклонены, хотя внимание привлекли разработки «Фор Ривер Шипбилдинг компани». Проект впечатлял своей огневой мощью — 14 305-мм орудий и 20 102-мм при 22 000 тоннах водоизмещения и скорости в 21 узел. Его недостатком было то, что часть башен главного калибра были бортовыми. На бумаге этот проект выглядел сильнее проектов бюро, но возникли сомнения, что он может быть реализован в металле с заявленными характеристиками, поэтому он был в конечном счёте отклонён. На основе этого варианта верфь построила для Аргентины два дредноута по изменённому проекту — «Ривадавия» и «Морено», которые при меньшем числе орудий — 12 — имели нормальное водоизмещение в 27 900 тонн.
19 ноября 1906 года на заседании комиссии под председательством помощника секретаря по делам флота Трумэна Р. Ньюберри было принято решение строить корабль по 10-орудийному проекту Бюро конструирования и ремонтов. А 2 марта 1907 года была утверждена и постройка второго корабля по тому же проекту. Новые линкоры получили имена «Делавэр» и «Норт Дакота» с присвоением бортовых номеров 28 и 29 соответственно. 12-орудийный проект бюро в конечном счёте был использован при разработке типа «Вайоминг» программы 1908 года.
| Сравнительные данные вариантов линкора программы 1907 года | Сравнительные данные вариантов линкора программы 1907 года | Сравнительные данные вариантов линкора программы 1907 года | Сравнительные данные вариантов линкора программы 1907 года |
|                                                            | Проект верфи Фор Ривер                                     | 10-орудийный проект бюро                                   | 12-орудийный проект бюро                                   |
| ---------------------------------------------------------- | ---------------------------------------------------------- | ---------------------------------------------------------- | ---------------------------------------------------------- |
| Нормальное водоизмещение, т                                | 22 352                                                     | 20 320                                                     | 22 352                                                     |
| Длина, м                                                   | 164,6                                                      | 155,5                                                      | 169                                                        |
| Скорость, узлы                                             | 21                                                         | 21                                                         | 21                                                         |
| Вооружение — калибр (снарядов на орудие)                   |                                                            |                                                            |                                                            |
| 305 мм                                                     | 7х2 (80)                                                   | 5х2 (100)                                                  | 6х2 (100)                                                  |
| 127 мм                                                     | —                                                          | 14 (240)                                                   | 16 (270)                                                   |
| 102 мм                                                     | 20                                                         | —                                                          | —                                                          |
| ТА                                                         | 4                                                          | 2                                                          | 2                                                          |
| Бронирование, мм                                           |                                                            |                                                            |                                                            |
| Пояс                                                       | 279—229                                                    | 279—229                                                    | 279—229                                                    |
| Каземат                                                    | 279                                                        | 254—203                                                    | 254—203                                                    |
| Верхний каземат                                            | —                                                          | 127                                                        | 127                                                        |
| Барбеты                                                    | 254                                                        | 254                                                        | 254                                                        |
| Башни лоб/борт                                             | 305/203                                                    | 305/203                                                    | 305/203                                                    |
| Статьи весовой нагрузки, т                                 |                                                            |                                                            |                                                            |
| Бронирование                                               | 6163                                                       | 5089                                                       | 5442                                                       |
| Вооружение                                                 | 2002                                                       | 1506                                                       | 1801                                                       |
| СУ                                                         | 2235                                                       | 1966                                                       | 2383                                                       |
| Уголь                                                      | 3048                                                       | 2337                                                       | 2540                                                       |
| Нефть                                                      |                                                            | 345                                                        | 345                                                        |

## Конструкция

Внешний вид «Норт Дакота» на момент постройки

### Корпус
Линкоры типа «Делавэр» имели корпус с полубаком. По сравнению с предыдущим типом верхнюю палубу продлили в кормовую оконечность и каюты офицеров вернули на привычное место в корме. Форштевень был прообразом бульба для уменьшения волнового сопротивления. Проектное водоизмещение по сравнению с предыдущим типом «Саут Кэролайна» было увеличено до 20 000 т, а полное достигло 22 325 т. Длина корпуса составила 158,1 м, ширина 26 м, осадка 8,3 м. Общий вес корпуса составлял 9105,4 т. Метацентрическая высота при нормальном водоизмещении составляла 1,153 м, а при полном — 1,293 м.
Благодаря изменениям корпуса корабли отличала хорошая мореходность. Оснащались двумя винтами и одним полубалансирным рулём. Это обеспечивало приличную маневренность — диаметр тактической циркуляции составлял 585 метров (640 ярдов) на 19 узлах.
По штату мирного времени экипаж корабля состоял из 55 офицеров и 878 матросов. В военное время за счёт резервистов экипаж возрастал до 1384 человек. Условия обитаемости по сравнению предыдущим типом улучшились. Общая стоимость постройки возросла на треть — с 4,4 млн долларов до 6 млн. Эту цену пришлось заплатить за увеличение скорости на три узла и количества орудий главного калибра на четверть.

### Силовая установка
Благодаря увеличению водоизмещения получилось установить более мощную силовую установку, чем на «Саут Кэролайне». На кораблях этой серии провели эксперимент, который не стали делать на предшественниках, — один корабль серии получил паровые машины, второй — паровые турбины.
На «Делавэре» были установлены две вертикальные четырёхцилиндровые паровые машины тройного расширения общей номинальной мощностью 25 000 л. с. с приводом на два винта. На испытаниях он развил скорость в 21 узел. При этом на экономической скорости хода в 10 узлов он мог преодолеть 9750 миль.
На «Норт Дакоте», впервые для линкоров США, была установлена двухвальная установка с паровыми турбинами Кертиса. На испытаниях линкор развил мощность в 31 635 л. с., достигнув скорости в 21,01 узла. Хотя и ожидалось, что экономичность паровых турбин будет хуже, но реальность превысила самые худшие опасения. На 10-узловой скорости дальность плавания составила 6560 миль. Этого не хватало на переход без дозаправки даже до Филиппин, что было одним из требований к проектантам. Ситуация была улучшена только в 1917 году после установки более экономичных турбин Парсонса. Мощность достигла 33 875 л. с., что обеспечило максимальную скорость в 21,83 узла.
Пар вырабатывался 14 котлами «Babcock & Wilcox» с давлением пара 18,6 атмосферы (265 psi), размещёнными в 4 отсеках. Котлы работали на угольном отоплении с возможностью впрыска нефти. Полный запас топлива составлял 2670 т угля и 380 т нефти.
Мощность турбогенераторов увеличилась — были установлены 4 агрегата по 300 кВт.

### Бронирование
Схема бронирования не претерпела существенных изменений, но за счёт увеличения размеров общий вес вертикального бронирования достиг 4992 т. Сюда же следует добавить 1048,4 т броневой палубы.
Главный броневой пояс из крупповской цементированной брони по длине имел равномерную толщину и простирался на три четверти длины корабля. Он имел высоту 2,44 м, при этом у верхней кромки его толщина равнялась 279 мм, а у нижней — 229 мм. В оконечностях он замыкался 254-мм траверзами. Поверх главного шёл верхний броневой пояс. Его высота равнялась 2,21 м, толщина внизу была 254 мм и 203 мм по верхней кромке. Он замыкался траверзами толщиной 229 мм. Казематы 127-мм орудий защищались 127-мм поясом, сходившимся под углом к башням № 2 и № 3 траверзами той же толщины. В этом районе обшивка имела толщину 28,6 мм, поэтому общая эквивалентная толщина бронирования составляла порядка 152 мм.
Броневая палуба из никелевой стали шла по верхней кромке главного броневого пояса. Она была двухслойной и на большей площади имела толщину 38 мм (19 + 19 мм) {60#}. Над погребами главного калибра она увеличивалась до 51 мм (32 + 19 мм) или до 49,8 мм: слой 50-фунтовой никелевой стали поверх 30-фунтового (18,6 мм) настила. В носовой оконечности за погребами главного калибра она имела толщину 63 мм (44 + 19 мм), заканчиваясь в носу толщиной 38 мм (25 + 13 мм).
В кормовой оконечности над рулевыми механизмами шла двухслойная броневая палуба со скосами, толщиной 76 мм (63 + 13 мм). Над ней располагались 38-мм плиты никелевой стали, которые по замыслу конструкторов должны были вызвать предварительный разрыв снаряда.
Толщина барбетов башни составляла 254 мм. В нижней части, в местах, где барбеты прикрывали друг друга, они утончались до 102 мм. Лобовая плита башен имела такую же толщину, как и на «Саут Кэролайне», — 305 мм, боковые плиты — 203 мм. Толщина крыши была увеличена до 76 мм никелевой стали.
Стенки боевой рубки имели толщину 292 мм, крыша — 51 мм. Броня дымоходов не предусматривалась, так как считалось, что тягу можно будет обеспечить искусственным дутьём.
Противоторпедная защита была сходна с предыдущим типом. Были установлены две противоторпедные переборки, перед которыми размещались угольные ямы, создававшие дополнительную конструктивную защиту. Между бортом и угольными ямами шел воздушный промежуток — расширительная камера. Несмотря на наличие системы контрзатопления, переборки в диаметральной плоскости отсутствовали из-за опасения опрокидывания при затоплении.

### Вооружение

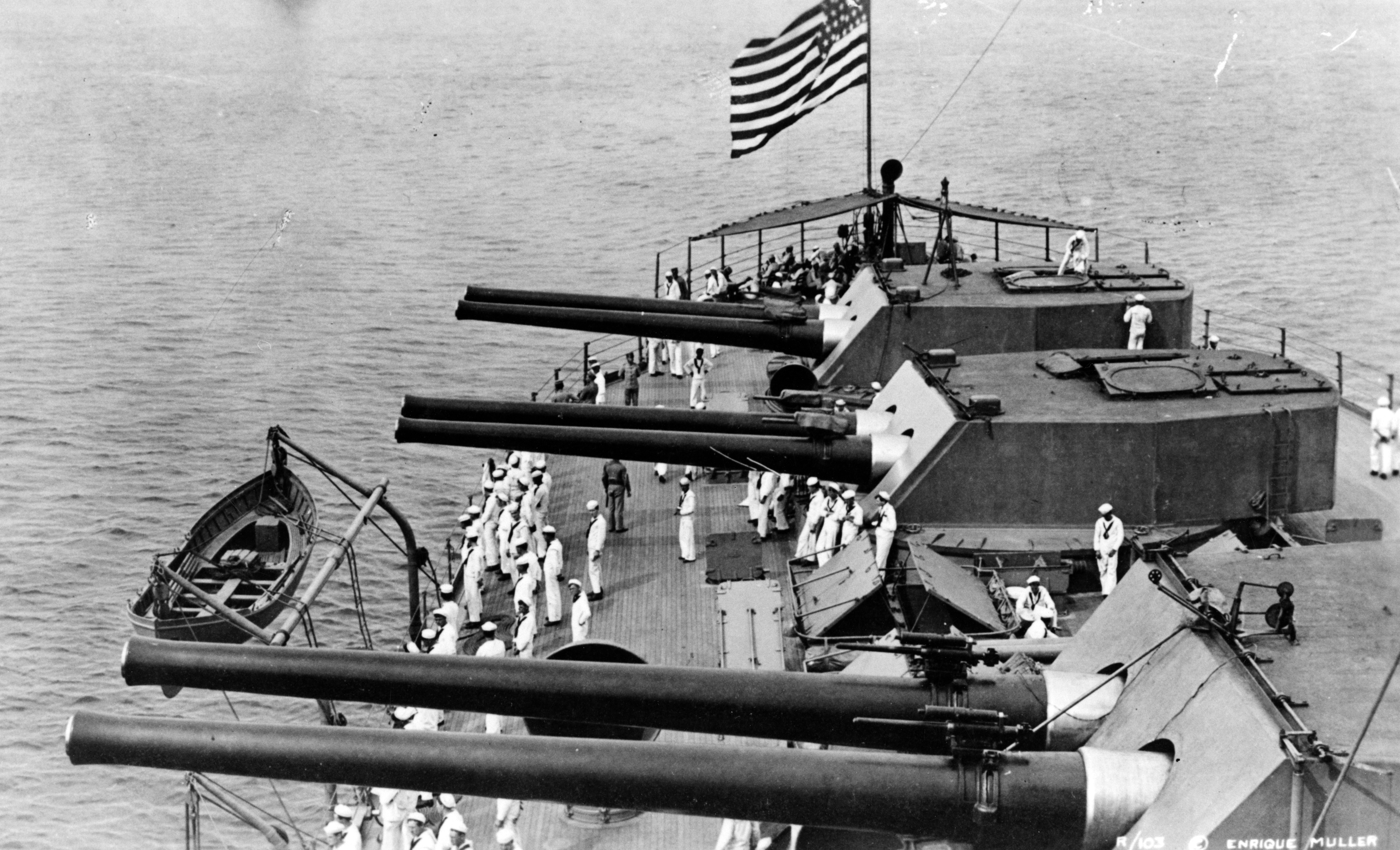
Кормовые башни главного калибра № 3, № 4 и № 5 на борту линкора «Делавэр»

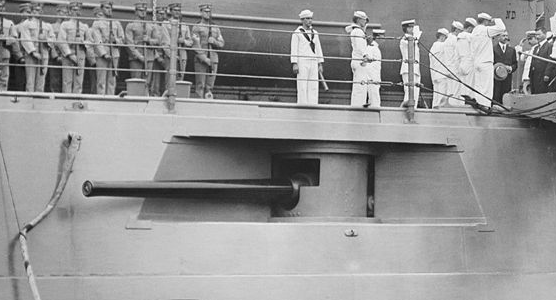
127-мм 50-калиберное орудие, расположенное в каземате линкора «Норт Дакота»

Основным вооружением линкоров были десять 305-мм/45 орудий Mark 6 в пяти башнях, расположенных по линейно-возвышенной схеме. 305-мм орудие Mark 5 имело ствол длиной в 45 калибров, скреплённый шестью цилиндрами. Затворы орудий обслуживались вручную. Заряжание было картузным, с использованием 140,6 кг пороха. 394,6 кг бронебойному снаряду придавалась скорость в 823 м/с, что при максимальном угле возвышения 15° обеспечивало дальность 18 290 м. Боезапас составлял по 100 снарядов на ствол.
Орудия размещались в башнях Mark 8 с электрическими приводами, при этом ряд операций, на европейских линкорах механизированных, на них выполнялся вручную. Башни имели двухстадийную подачу боеприпасов. Заряды и снаряды подавались подъёмниками в перегрузочное отделение, затем они перегружались вручную на верхние подъёмники и ими подавались в боевое отделение. Вращение башни обеспечивалось двумя электромоторами мощностью 25 л. с. Вертикальное наведение каждого из орудий производилось 15-сильным электродвигателем. Привод досылателя имел мощность 10 л. с. Все механизмы имели резервный ручной привод.
Противоминный калибр состоял из 14 50-калиберных 127-мм орудий Mark 5, расположенных в казематах. Орудие Mark 5 имело длину ствола в 50 калибров и картузное заряжание. Использовались три типа снаряда — бронебойные массой 22,7 кг и 27,2 кг и полубронебойный массой 22,7 кг. Заряд пороха для 22,7 кг снаряда имел массу 9,5 кг, что обеспечивало ему начальную скорость в 914 м/с. Для снаряда в 27,2 кг использовался заряд пороха массой 8,5 кг, что придавало ему скорость в 823 м/с. Из-за расположения на небольшой высоте от уреза воды все орудия заливались во время непогоды, а носовые даже в тихую погоду от носового буруна. Поэтому носовая пара орудий была перенесена на надстройку, а порты этих орудий заделаны. После окончания Первой мировой войны была предпринята попытка заменить их двухорудийными башнями на верхней палубе, оставив только пару кормовых орудий. Но разработка артустановки затянулась, и от этой идеи отказались. В состав вооружения также входили два подводных 533-мм бортовых торпедных аппарата.
| Орудие                               | 12"/45 Mark 5 | 5"/50 Mark 5 и Mark 6                                                    |
| ------------------------------------ | ------------- | ------------------------------------------------------------------------ |
| Год начала эксплуатации              | 1906          | 1904                                                                     |
| Калибр, мм                           | 305           | 127                                                                      |
| Длина ствола, калибров               | 45            | 50                                                                       |
| Скорострельность, выстрелов в минуту | 2—3           | 6—8                                                                      |
| Углы склонения                       | −5°/+15°      | −10°/+15° (орудийный станок Mark 9) −10°/+25° (орудийный станок Mark 12) |
| Тип заряжания                        | картузное     | картузное                                                                |
| Вес снаряда, кг                      | 394,6         | 22,7                                                                     |
| Начальная скорость, м/с              | 823           | 914                                                                      |
| Максимальная дальность стрельбы, м   | 18 290        | 17 370                                                                   |

### Системы управления артиллерийским огнём
Для вертикальной наводки башни оснащались парой прицельных труб, жёстко связанных с орудиями и выводившихся вбок через бортовые броневые плиты. Прицел для горизонтального наведения располагался в задней части башни. На верхнем наблюдательном посту располагались только дальномеры. Вся информации с них обрабатывалась на нижнем центральном посту. Позже на линкоры была установлена система центральной наводки орудий. Расчёт положения движущейся цели, с решением дифференциального уравнения, выполнял разработанный к 1917 году электромеханический компьютер фирмы «Форд».
После знакомства с британской системой управления огнём американцами были внесены усовершенствования. Кроме передачи данных об угле вертикальной наводки, в башни стал передаваться и угол горизонтального наведения. Присутствовала обратная связь о реальном угле горизонтальной наводки башен. Также были установлены приборы центрального управления стрельбой противоминным калибром на базе директоров фирмы «Виккерс». Для групповой стрельбы были установлены указатели дистанции до цели («range-clocks») и на барбеты нанесена шкала («deflection scales»).

## Служба
| Название                 | Верфь               | Закладка             | Спуск на воду       | Вступление в строй  | Судьба             |
| ------------------------ | ------------------- | -------------------- | ------------------- | ------------------- | ------------------ |
| USS Delaware (BB-28)     | Newport News        | 11 ноября 1907 года  | 6 февраля 1909 года | 4 апреля 1910 года  | списан в 1924 году |
| USS North Dakota (BB-29) | Fore River Shipyard | 16 декабря 1907 года | 10 ноября 1908 года | 11 апреля 1910 года | списан в 1931 году |

### «Делавэр» (ВВ-28)

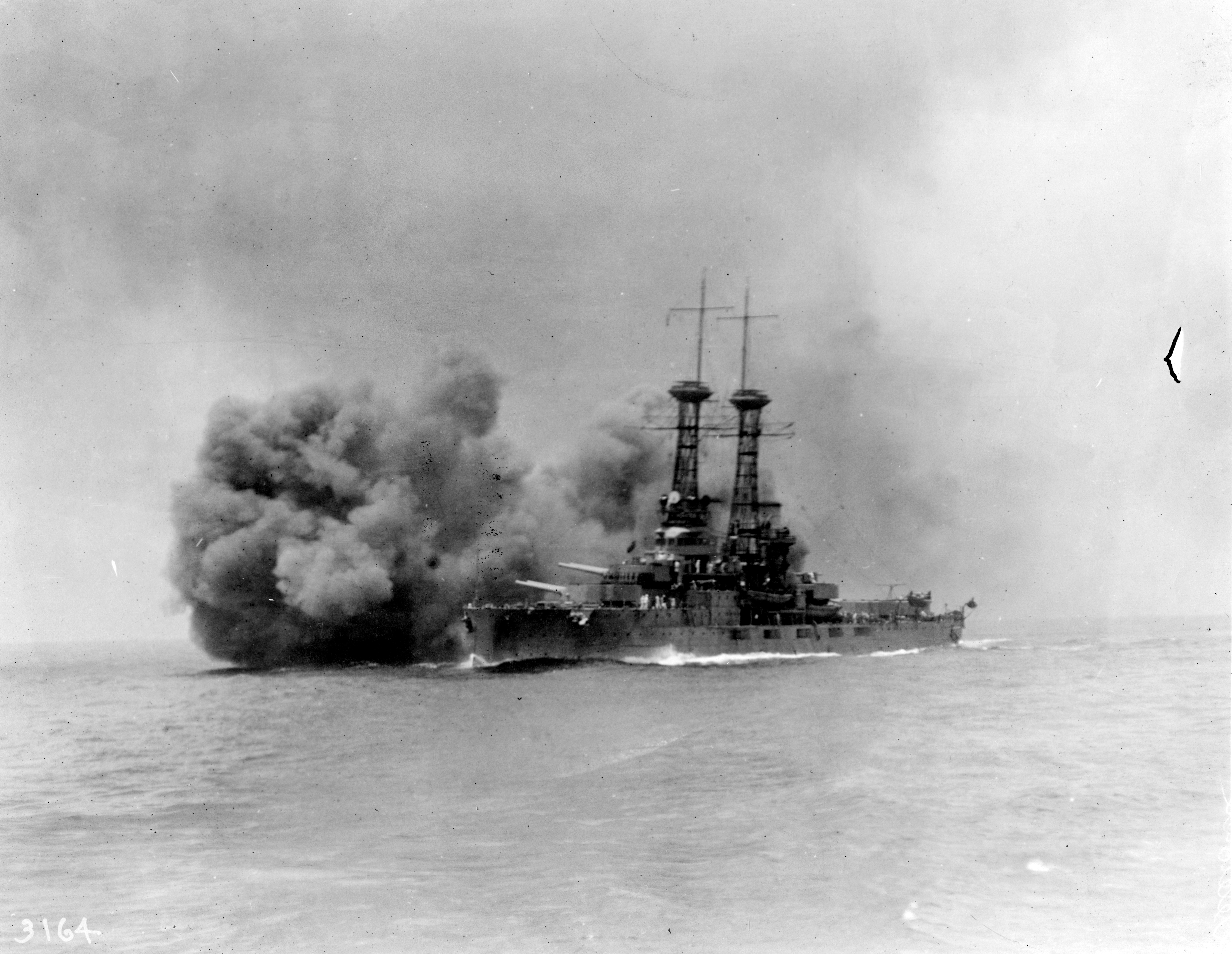
Залп линкора «Делавэр» из орудий главного калибра. Июнь 1920 года

Линкор «Делавэр» был заложен 11 ноября 1907 года на верфи «Ньюпорт Ньюс Шипбилдинг энд Драй Док». 6 февраля 1909 года он был спущен на воду и вошёл в состав флота 4 апреля 1910 года.
Первым командиром корабля стал кэптен С. А. Гоув. Во время испытания выяснилось, что носовые 127-мм орудия сильно заливаются даже в тихую погоду, поэтому было принято решение их перенести на надстройку, а порты заделать.
1 ноября 1910 года в составе 1-й дивизии линейных кораблей посетил британский Уэймут и французский Шербур. После возвращения из Европы, 7 января 1911 года во время учений в заливе Гуантанамо взорвался котёл, из-за чего погибло 8 человек. 18 января линкор стал на ремонт в Нью-Йорке.
С 31 января по 5 мая 1910 года выполнил миссию по доставке на родину тела чилийского министра Круза. С 19 по 28 июня 1910 года представлял США в Портсмуте на коронации короля Георга V. До вступления США в войну в 1917 году участвовал в различных манёврах и учениях, обучении кадет. В 1913 году посетил Вильфранш во Франции. В 1914 и 1916 годах привлекался к операциям по защите американских граждан и их собственности во время беспорядков в Мексике.
На линкоре были установлены 2 зенитных 76-мм орудия на площадках шлюпочных кранов и изменено расположение прожекторов, на носовой ажурной мачте был установлен восьмиугольный противоторпедный пост. Шлюпки постепенно заменялись на спасательные плоты.
После вступления США в войну вошёл в состав 9-й дивизии линкоров, вошедшей в декабре 1917 года в состав Гранд Флита как 6-я «американская» эскадра. 6—10 февраля 1918 года участвовал в обеспечении эскорта крупного конвоя в Норвегию, при этом дважды уклонялся от торпед, выпущенных немецкой подлодкой. В марте и апреле также участвовал в проводке конвоев. 24 апреля при проводке одного из конвоев передовое охранение вступило в кратковременный огневой контакт с силами германского Флота открытого моря, но у «Делавэра» не было возможности открыть огонь. В июне — июле прикрывал постановку минных заграждений в Северном море.
30 июля 1918 года был сменён в Европе линкором «Арканзас» и вернулся на Хэмптонский рейд. После объявления перемирия вернулся к рутине походов и плановых ремонтов мирного времени. В 1919 году на нём была усилена броня крыши башен и боевой рубки, модернизированы приборы управления артиллерийским огнём и установлены ещё две 76-мм зенитки.
В 1923 году совершил свой последний поход и нанёс визиты в Копенгаген, Гринок, Кадис и Гибралтар. По условиям Вашингтонского соглашения был исключён из списков флота. 30 августа 1923 года на верфи «Норфолк Нэви Ярд» его экипаж перешёл на заменивший «Делавэр» новый линейный корабль «Колорадо» (BB-45). 10 ноября 1923 года был исключён из списков флота и после демонтажа ценного оборудования 5 февраля 1924 года продан на слом.

### «Норт Дакота» (ВВ-29)

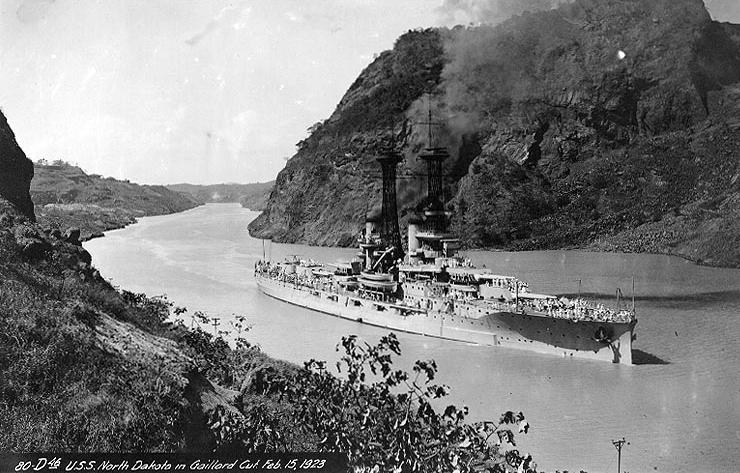
«Норт Дакота» проходит Панамский канал. Февраль 1923 года

Линкор «Норт Дакота» был заложен 16 декабря 1907 года на верфи «Фор Ривер Шипбилдинг компани» в Куинси. Корабль был спущен на воду 10 ноября 1908 года и вошёл в состав флота 11 апреля 1910 года на церемонии в Бостоне. Первым командиром корабля был назначен коммандер Чарльз П. Плакетт.
Вошёл в состав Атлантического флота, как и остальные дредноуты, занимался учебными походами и учениями у побережья США. В составе первой дивизии линкоров посетил в конце 1910 года порты Англии и Франции. В 1914 году участвовал в высадке американского десанта в мексиканском Веракрусе во время беспорядков. Начало Первой мировой войны в Европе мало что изменило в жизни линкора, и он продолжил проводить боевую подготовку. В 1917 году во время капитального ремонта получил турбины Парсонса вместо турбин Кертиса.
В отличие от «Делавэра», со вступлением США в войну «Норт Дакота» не был отправлен в Европу, продолжив нести службу у берегов Новой Англии. В конце войны на нём были произведены усовершенствования, аналогичные проведённым на «Делавэре».
Осенью 1919 года линкор доставил на родину тело умершего итальянского посла, совершив ряд визитов в страны Средиземноморья. Осенью 1923 года посетил Шотландию, Скандинавию и Испанию.
По результатам Вашингтонского соглашения был выведен из состава действующего флота 22 ноября 1923 года и разоружён. Благодаря установке достаточно современной машинной установки не был пущен на слом, а использовался в качестве радиоуправляемой мишени. Прослужил в качестве мишени до 1931 года, когда его на этом посту сменил выведенный из состава флота по результатам Лондонского соглашения линкор «Юта» (ВВ-31). 7 января 1931 года линкор «Норт Дакота» был исключён из состава флота и 16 марта продан на слом. Достаточно хорошо сохранившаяся турбинная установка была демонтирована и установлена впоследствии на линкоре «Невада» в процессе модернизации.

## Оценка проекта
Если тип «Саут Кэролайна» был ограничен 16000-тонным лимитом, установленным Конгрессом, то вторая серия американских дредноутов избежала этой участи. С этого момента американские дредноуты строились с водоизмещением равным или большим, чем у своих европейских современников. За счёт этого удалось установить более мощную силовую установку и достичь «дредноутского стандарта» скорости в 21 узел. Именно поэтому некоторыми современниками линкоры типа «Делавэр» назывались первыми американскими дредноутами. В отличие от «Саут Кэролайны», новые корабли были замечены в Европе, так как по многим параметрам не только не уступали, но и превосходили своих заокеанских современников.
Благодаря расположению башен главного калибра в диаметральной плоскости американский линкор имел бортовой залп из 10 орудий. Из-за бортового расположения башен у британского «Сент Винсента» при стрельбе на один борт не могла стрелять одна из башен, а у немецкого «Нассау» и японского «Кавати» — целых две. Поэтому на борт у них могли стрелять только 8 орудий. У германского линкора орудия имели меньший калибр — 280 мм — и более низко расположенные дальномеры, что могло затруднить стрельбу на большой дистанции. У японского дредноута бортовые башни имели орудия с длиной ствола в 45 калибров, против 50 у носовых и кормовых и за счёт этого разную баллистику.
Единственным недостатком американского линкора было то, что за счёт нагревания от паропроводов зарядов пороха в башне № 3 её снаряды имели большую начальную скорость, и за счёт этого получался увеличенный разлёт снарядов. Система же управления огнём на момент создания была одной из самых прогрессивных.
Удачным был и выбор калибра противоминной артиллерии. 127-мм орудий было достаточно для борьбы с миноносцами, и они стали «стандартом» на американских линкорах. Несколько портило картину то, что их заливало в непогоду, но от этого страдали и многие европейские корабли.
Бронирование было на уровне европейских линкоров, а за счёт отсутствия бортовых башен конструктивная противоторпедная защита получилась внушительной глубины даже по меркам Второй мировой войны — 7 метров. О прочности их корпусов и башен красноречиво говорит тот факт, что американцы в основном вели стрельбу полными залпами, в то время как британцы и немцы предпочитали стрельбу полузалпами из-за опасения сотрясения корпуса. У американцев получилось создать прочные мореходные корабли с большой дальностью плавания. Автономность и обитаемость вообще были выше всяких похвал.
Платой за рост водоизмещения, скорости и мощности вооружения стал рост стоимости постройки на четверть, по сравнению с предыдущим типом. Но несмотря на не слишком удачный эксперимент с турбинной установкой, эти корабли хорошо укладывались в американскую концепцию эволюционного развития. Они получились достаточно удачными для того, чтобы следующая серия американских дредноутов была заложена по практически такому же проекту.
|                                     | «Саут Кэролайна»           | «Норт Дакота»            | «Сент Винсент»           | «Нассау»                         |
| ----------------------------------- | -------------------------- | ------------------------ | ------------------------ | -------------------------------- |
| Год закладки                        | 1906                       | 1907                     | 1907                     | 1907                             |
| Год ввода в строй                   | 1910                       | 1910                     | 1909                     | 1909                             |
| Водоизмещение нормальное, т         | 16 256                     | 20 320                   | 19 560                   | 18 873                           |
| Полное, т                           | 17 983                     | 22 229                   | 23 030                   | 20 535                           |
| Тип СУ                              | ПМ                         | ПТ                       | ПТ                       | ПМ                               |
| Мощность, л. с.                     | 16 500                     | 25 000                   | 24 500                   | 22 000                           |
| Максимальная скорость, узл          | 18,5                       | 21                       | 21                       | 19,5                             |
| Дальность, миль (на скорости, узл.) | 6950 (10)                  | 6560 (10)                | 6900 (10)                | 8000 (10)                        |
| Бронирование, мм                    |                            |                          |                          |                                  |
| Пояс                                | 254                        | 279                      | 254                      | 300                              |
| Палуба                              | 35—63                      | 35—63                    | 76                       | 55—80                            |
| Башни                               | 305                        | 305                      | 279                      | 280                              |
| Барбеты                             | 254                        | 254                      | 229                      | 265                              |
| Рубка                               | 305                        | 292                      | 279                      | 400                              |
| Схема размещения вооружения         |                            |                          |                          |                                  |
| Вооружение                          | 4×2×305/45 22×1×76/50 2 ТА | 5×2×305/45 14×1×127 2 ТА | 5×2×305/50 20×1×102 3 ТА | 6×2×280/45 12×1×150 16×1×88 6 ТА |

## Использованная литература и источники
1. ↑  Silverstone P. H. The New Navy. 1883—1922. — New York, USA: Routledge, 2006. — P. 13. — ISBN 978-0-415-97871-2.
2. 1 2 3  Friedman, US Battleships, 1985, p. 65.
3. ↑  Мандель, Скопцов. Линкоры США, 2002, с. 10.
4. ↑  Мандель, Скопцов. Линкоры США, 2002, с. 10—11.
5. 1 2 3  Friedman, US Battleships, 1985, p. 63.
6. 1 2 3 4  Мандель, Скопцов. Линкоры США, 2002, с. 12.
7. 1 2  Friedman, US Battleships, 1985, pp. 64—65.
8. 1 2 3 4 5  Мандель, Скопцов. Линкоры США, 2002.
9. ↑  Friedman, US Battleships, 1985, p. 68.
10. 1 2 3 4  Friedman, US Battleships, 1985, p. 69.
11. ↑  Мандель, Скопцов. Линкоры США, 2002, с. 15.
12. ↑  Friedman, US Battleships, 1985, pp. 68—69.
13. 1 2 3 4 5  Friedman, US Battleships, 1985, p. 432.
14. 1 2 3 4 5 6 7 8 9 10  Мандель, Скопцов. Линкоры США, 2002, с. 13.
15. 1 2 3  DiGiulian, Tony. United States of America 12"/45 (30.5 cm) Mark 5 and Mark 6 (англ.). www.navweaps.com. — Описание 305-мм орудий Mark 5 и Mark 6. Дата обращения: 3 октября 2012. Архивировано 5 ноября 2012 года.
16. 1 2  DiGiulian, Tony. United States of America 5"/50 (12.7 cm) Mark 5 and Mark 6 (англ.). www.navweaps.com. — Описание 127-мм орудий Mark 5 и Mark 6. Дата обращения: 3 октября 2012. Архивировано 20 ноября 2012 года.
17. ↑  Мандель, Скопцов. Линкоры США, 2002, с. 33.
18. ↑  Мандель, Скопцов. Линкоры США, 2002, с. 36—37.
19. ↑  Мандель, Скопцов. Линкоры США, 2002, с. 37.
20. ↑  Мандель, Скопцов. Линкоры США, 2002, с. 36.
21. 1 2  Мандель, Скопцов. Линкоры США, 2002, с. 52.
22. 1 2 3 4  USS Delaware (BB-28) (англ.). www.navy.mil. — История линкора «Делавэр» по данным The Dictionary of American Naval Fighting Ships. Дата обращения: 4 октября 2012. Архивировано 20 ноября 2012 года.
23. ↑  Мандель, Скопцов. Линкоры США, 2002, с. 53.
24. ↑  Мандель, Скопцов. Линкоры США, 2002, с. 54.
25. ↑  Мандель, Скопцов. Линкоры США, 2002, с. 55.
26. 1 2  Мандель, Скопцов. Линкоры США, 2002, с. 56.
27. 1 2 3  USS North Dakota (BB-29) (англ.). www.navy.mil. — История линкора «Делавэр» по данным The Dictionary of American Naval Fighting Ships. Дата обращения: 4 октября 2012. Архивировано 20 ноября 2012 года.
28. ↑  Мандель, Скопцов. Линкоры США, 2002, с. 57.
29. ↑  Мандель, Скопцов. Линкоры США, 2002, с. 57—58.
30. ↑  Мандель, Скопцов. Линкоры США, 2002, с. 58.
31. ↑  Мандель, Скопцов. Линкоры США, 2002, с. 59.
32. ↑  Conway's, 1906—1921. — P.113
33. ↑  Балакин, Дредноуты, 2004, с. 11.
34. 1 2 3  Мандель, Скопцов. Линкоры США, 2002, с. 96.
35. 1 2  Мандель, Скопцов. Линкоры США, 2002, с. 96—97.
36. ↑  Friedman, US Battleships, 1985, p. 71.
37. ↑  Gray, Randal (ed). Conway's All The Worlds Fighting Ships, 1906-1921. — London: Conway Maritime Press, 1985. — P. 145. — 439 p. — ISBN 0-85177-245-5.